# Alida Garpestad Peck
Alida Garpestad Peck (* 11. Oktober 1991 in Stavanger, Norwegen), kurz Alida, ist eine norwegische Singer-Songwriterin. Ihren internationalen Durchbruch schaffte sie 2020, als sie mit dem deutschen DJ Robin Schulz erstmals Charterfolge mit ihrer Kollaboration In Your Eyes feierte.

## Leben
Alida wuchs im Umfeld der norwegischen Stadt Stavanger auf. Im Alter von neun Jahren begann sie mit Singen, wobei sie sich selbst mit einem Kassettenrekorder aufnahm. Mit elf Jahren sang sie erstmals in der Öffentlichkeit, während einer Talentshow an ihrer Schule. Die positive Reaktion ihrer Zuhörer veranlasste sie, im Anschluss eine weiterführende Schule mit dem Schwerpunkt auf Musik zu besuchen. Ab diesem Zeitpunkt begann sie auch eigene Lieder zu schreiben und Piano zu spielen.

## Musikalische Karriere
Am 27. April 2014 veröffentlichte Alida ihr erstes Extended Play To Where We Reside. Die EP bestand aus sieben Aufnahmen im Bereich des Elektropops, die über Columbia Records erschienen. Der große kommerzielle Erfolg blieb zunächst aus und es wurde still um Alida. Erst 2016 erschien neues Material von ihr. Mit Night Train, ein Gastbeitrag für CLMD, erschien eine Single am 18. Juli 2016. 2017 und 2018 erschienen mit Wasting Your Time (JCY feat. Alida) und Everything I Do (Maybon × Alida) zwei Promo-Singles. Am 7. September 2018 veröffentlichte Alida gemeinsam mit dem niederländischen DJ Lvndscape die Single Riot (Lo Lo Loco). Nach dem ersten Engagement von einem namhaften Künstler, arbeitete sie im Folgejahr mit dem niederländischen DJ Brooks zusammen. Aus dieser Kollaboration ging die Single Waiting for Love hervor, die am 26. Juli 2019 erschien.
Anfang 2020 arbeitete Alida mit dem deutschen DJ Robin Schulz zusammen, wobei der Gastbeitrag In Your Eyes hervorging. Das Stück erschien am 10. Januar 2020 als Single und erreichte Platz fünf in Deutschland, Platz drei in Österreich und Platz fünf in der Schweizer Hitparade. Es wurde zu ihrem ersten Charthit als Autorin und Interpretin. Das Lied erschien am 26. Februar 2021 als Teil von Schulz’ viertem Studioalbum IIII. Darauf befindet sich mit One More Time ein weiterer Gastbeitrag von Alida. One More Time erschien ebenfalls als Single, platzierte sich auch in den Singlecharts aller D-A-CH-Staaten und erreichte mit Rang 46 seine höchste Platzierung in Deutschland. Am 18. März 2021 wurde ein Musikvideo zum Lied veröffentlicht.

## Diskografie
EPs
- 2014: To Where We Reside

Singles
- 2013: Feathers
- 2013: Some of Us
- 2015: When I Die
- 2016: Leave It All Behind
- 2016: Pinocchio
- 2017: Cool With It
- 2018: Something About You
- 2018: No Money

Gastbeiträge
- 2014: Vanity Fair 2015 (Sias feat. Alida)
- 2016: Night Train (CLMD feat. Alida)
- 2017: Trouble (Disco Killerz feat. Alida)
- 2018: Riot (Lo Lo Loco) (Lvndscape feat. Alida)
- 2019: Waiting for Love (Brooks feat. Alida)
- 2020: In Your Eyes (Robin Schulz feat. Alida)
- 2020: Lay Down with Me (Stille feat. Alida)
- 2020: Never Enough (Stille feat. Alida)
- 2020: Out of This Town (Lari Luke feat. Alida)
- 2021: One More Time (Robin Schulz & Felix Jaehn feat. Alida)
- 2021: Love Again (Alok & Vize feat. Alida)

Promo-Singles
- 2017: Wasting Your Time (JCY feat. Alida)
- 2018: Everything I Do (mit Maybon)

Autorenbeteiligungen
- 2023: I’ll Be There (Robin Schulz feat. Rita Ora & Tiago PZK)

## Auszeichnungen für Musikverkäufe
| Goldene Schallplatte - Australien - 2023: für die Single In Your Eyes - Dänemark - 2021: für die Single In Your Eyes - Frankreich - 2020: für die Single In Your Eyes - Italien - 2021: für die Single In Your Eyes - Spanien - 2024: für die Single In Your Eyes | Platin-Schallplatte - Belgien - 2021: für die Single In Your Eyes - Kanada - 2023: für die Single In Your Eyes 3× Platin-Schallplatte - Polen - 2021: für die Single In Your Eyes |

Anmerkung: Auszeichnungen in Ländern aus den Charttabellen bzw. Chartboxen sind in ebendiesen zu finden.
| Land/RegionAuszeichnungen für Musikverkäufe (Land/Region, Auszeichnungen, Verkäufe, Quellen) | Gold     | Platin     | Verkäufe | Quellen             |
| -------------------------------------------------------------------------------------------- | -------- | ---------- | -------- | ------------------- |
| Australien (ARIA)                                                                            | Gold1    | —          | 35.000   | aria.com.au         |
| Belgien (BRMA)                                                                               | —        | Platin1    | 40.000   | ultratop.be         |
| Dänemark (IFPI)                                                                              | Gold1    | —          | 45.000   | ifpi.dk             |
| Deutschland (BVMI)                                                                           | 2× Gold2 | Platin1    | 800.000  | musikindustrie.de   |
| Frankreich (SNEP)                                                                            | Gold1    | —          | 100.000  | snepmusique.com     |
| Italien (FIMI)                                                                               | Gold1    | —          | 35.000   | fimi.it             |
| Kanada (MC)                                                                                  | —        | Platin1    | 80.000   | musiccanada.com     |
| Österreich (IFPI)                                                                            | —        | 2× Platin2 | 60.000   | ifpi.at             |
| Polen (ZPAV)                                                                                 | —        | 3× Platin3 | 150.000  | olis.pl             |
| Spanien (Promusicae)                                                                         | Gold1    | —          | 30.000   | elportaldemusica.es |
| Insgesamt                                                                                    | 7× Gold7 | 8× Platin8 |          |                     |